# Ochropacha duplaris
Ochropacha duplaris — вид метеликів родини серпокрилок (Drepanidae).

## Поширення
Вид поширений в Європі, Середній та Північній Азії на схід до Японії. Присутній у фауні України.

## Опис
Розмах крил 27-32 мм.

## Спосіб життя
Імаго літають двома поколіннями з середини травня до середини липня та з кінця липня до середини вересня. Друге покоління відсутнє в деяких районах ареалу. Гусениці з яєць першого покоління трапляються з серпня по жовтень, а другі — з червня по липень наступного року. Личинки живляться листям берези, вільхи і тополі.